# Acacia palawanensis
Acacia palawanensis é uma espécie de leguminosa do gênero Acacia, pertencente à família Fabaceae.